# 卡塔克涅 (阿拉斯加州)
卡塔克涅（英語：Kathakne）是位於美國阿拉斯加州東南費爾班克斯人口普查區的一個非建制地區。該地的面積和人口皆未知。

## 地理
卡塔克涅的座標為62°58′10″N 141°50′00″W / 62.96944°N 141.83333°W，而該地的平均海拔高度為517米（即1696英尺）。